# Dom von Tampere

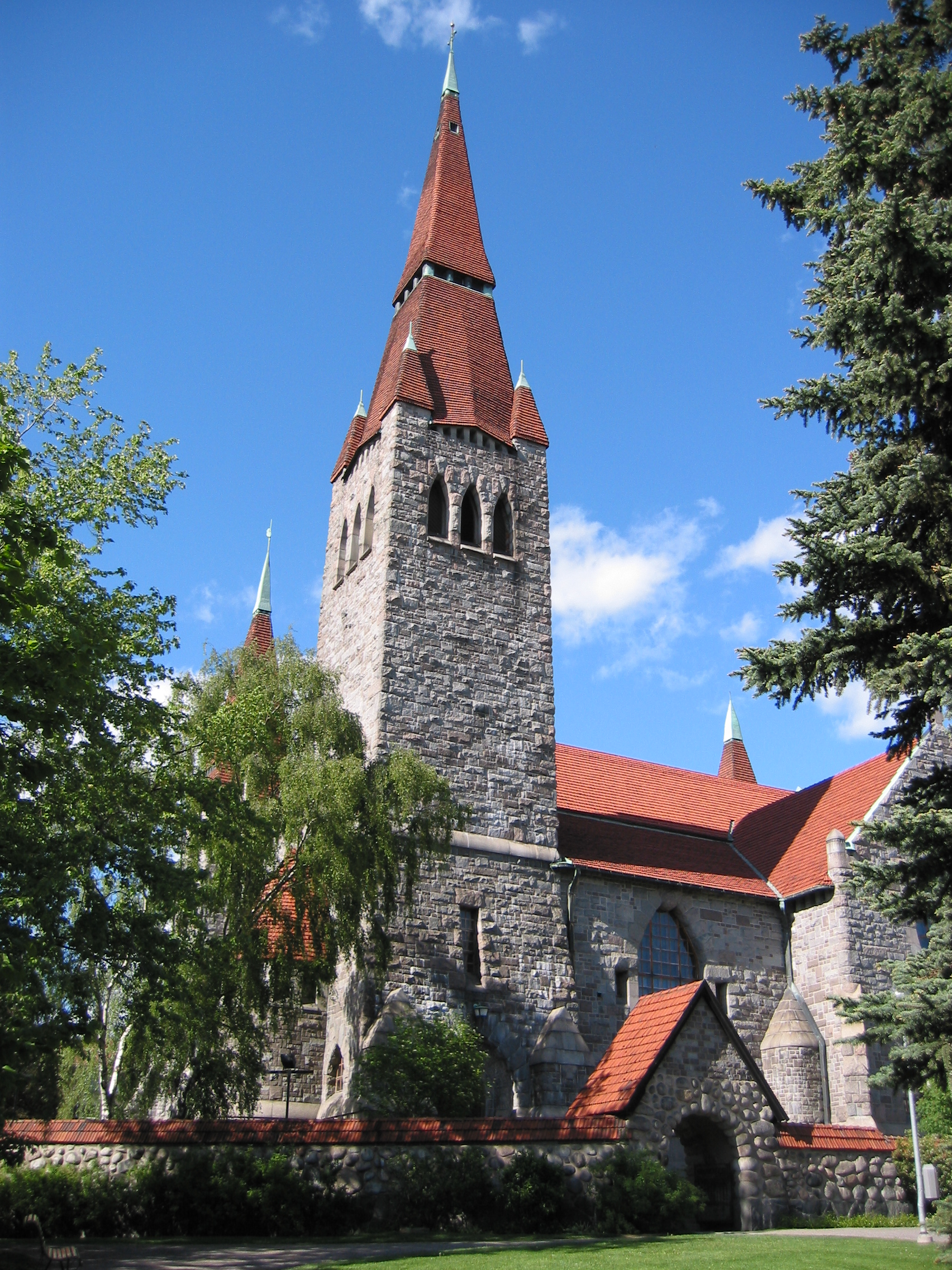
Dom von Tampere

Der Dom von Tampere (finnisch Tampereen tuomiokirkko) ist die Kathedrale des Bistums Tampere der evangelisch-lutherischen Kirche von Finnland und ein bedeutendes Bauwerk der finnischen Nationalromantik.
Am 3. September 1897 hatte der Kirchenrat unter Leitung des Pastors Karl Fontell den Bau einer neuen Kirche am östlichen Rande des Zentrums, im Stadtteil Kyttälä, nördlich des Bahnhofs beschlossen. Grund dafür waren die wachsenden Einwohnerzahlen. Im November 1899 wurde der Wettbewerb für Architekten des Landes ausgerufen. Der Gewinner dieses Wettbewerbs war Lars Sonck mit seinem Beitrag „Aeternitas“.
Sein Entwurf, ein blau-grauer Granitbau im Stil der finnischen Nationalromantik, wurde zwischen 1902 und 1907 gebaut und am 19. Mai 1907 als Johanniskirche geweiht und wurde 1923 zum Dom von Tampere, als der Sitz des Bischofs von Porvoo nach Tampere verlegt wurde.

## Ausstattung

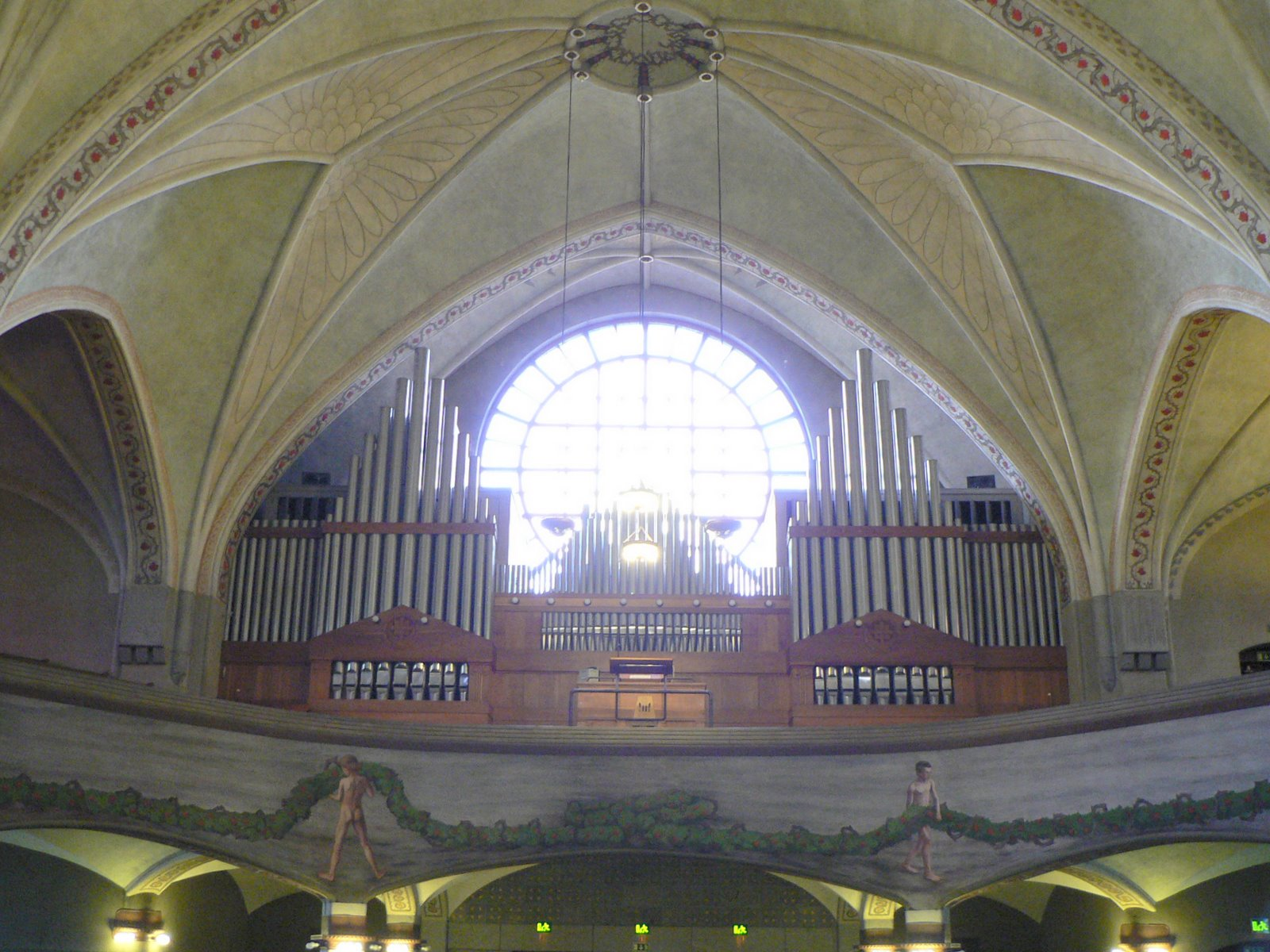
Blick auf die Hauptorgel

Die Kanzel befindet sich links vom Altar. Sie wurde so gebaut, dass sie überall in der Kirche sichtbar ist. Das Abendmahlsgeschirr wurde von Eric O.W. Ehrström entworfen und ist mit christlichen Ornamenten und Szenen der Passion Christi verziert.
Die Hauptorgel wurde 1929 von dem Orgelbauer Kangasalan Urkutehdas erbaut. Das Instrument hat 73 Register auf drei Manualwerken und Pedal. Die Trakturen sind pneumatisch.
| I Hauptwerk C– |                   |        |
| 01.            | Principale        | 16′    |
| 02.            | Principale        | 08′    |
| 03.            | Principale minore | 08′    |
| 04.            | Flauto            | 08′    |
| 05.            | Bordone           | 08′    |
| 06.            | Corno camoscio    | 08′    |
| 07.            | Ottava            | 04′    |
| 08.            | Flauto doppio     | 04′    |
| 09.            | Ottava            | 02′    |
| 10.            | Mixtura IV        | 02 ⁄3′ |
| 11.            | Cornetto V        | 08′    |
| 12.            | Tuba              | 08′    |
| 13.            | Corno Clarino     | 04′    |

| II Positiv C– |                   |         |
| 14.           | Bordone           | 16′     |
| 15.           | Principale        | 08′     |
| 16.           | Flauto armonico   | 08′     |
| 17.           | Quintaten         | 08′     |
| 18.           | Unda maris        | 08′     |
| 19.           | Bordone           | 08′     |
| 20.           | Dulce             | 08′     |
| 21.           | Dulciana          | 04′     |
| 22.           | Flauto traverso   | 04′     |
| 23.           | Corno camoscio    | 04′     |
| 24.           | Quinta            | 02 ⁄3′  |
| 25.           | Piccolo           | 02′     |
| 26.           | Terza             | 01 3⁄5′ |
| 27.           | Settima           | 01 ⁄7′  |
| 28.           | Cimbalo III       | 02′     |
| 29.           | Corno di bassetto | 16′     |
| 30.           | Tromba            | 08′     |
| 31.           | Clarinetto        | 08′     |
| 32.           | Vox humana        | 08′     |
| 33.           | Corno armonico    | 04′     |
|               | Tremolo           |         |

| III Schwellwerk C– |                   |        |
| 34.                | Bordone amabile   | 16′    |
| 35.                | Fugara            | 16′    |
| 36.                | Principale        | 08′    |
| 37.                | Ottava minore     | 04′    |
| 38.                | Flauto traverso   | 08′    |
| 39.                | Flauto camino     | 08′    |
| 40.                | Gamba             | 08′    |
| 41.                | Camba vibrato     | 08′    |
| 42.                | Salicionale       | 08′    |
| 43.                | Voce celeste      | 08′    |
| 44.                | Corno notte       | 04′    |
| 45.                | Violino           | 04′    |
| 46.                | Flauto ottaviante | 04′    |
| 47.                | Quinta            | 02 ⁄3′ |
| 48.                | Flautino          | 02′    |
| 49.                | Flageoletta       | 01′    |
| 50.                | Armonia eterea IV | 02 ⁄3′ |
| 51.                | Cornetto V        | 08′    |
| 52.                | Fagotto           | 16′    |
| 53.                | Tromba armonica   | 08′    |
| 54.                | Oboe              | 08′    |
| 55.                | Corno inglese     | 08′    |
| 56.                | Clarino armonico  | 04′    |
| 57.                | Corno             | 04′    |
|                    | Tremolo           |        |
| 58.                | Celesta           | 08′    |

| Pedalwerk C– |                  |         |
| 59.          | Bordone Grande   | 32′     |
| 60.          | Principale       | 16′     |
| 61.          | Subbasso         | 16′     |
| 62.          | Violone          | 16′     |
| 63.          | Fugara           | 16′     |
| 64.          | Bordone amabile  | 16′     |
| 65.          | Ottava           | 08′     |
| 66.          | Violoncello      | 08′     |
| 67.          | Flauto           | 04′     |
| 68.          | Cornetto V       | 05 1⁄3′ |
| 69.          | Bombarda         | 32′     |
| 70.          | Trombone         | 16′     |
| 71.          | Fagotto          | 16′     |
| 72.          | Baritono         | 08′     |
| 73.          | Clarino armonico | 04′     |

- Koppeln:
  - Normalkoppeln: II/I, III/I, III/II, I/P, II/P, III/P
  - Suboktavkoppeln: III/I, III/II, III/III
  - Superoktavkoppeln: I/I, II/I, II/II, III/I, III/II, III/III, I/P, II/P, III/P

## Malerei

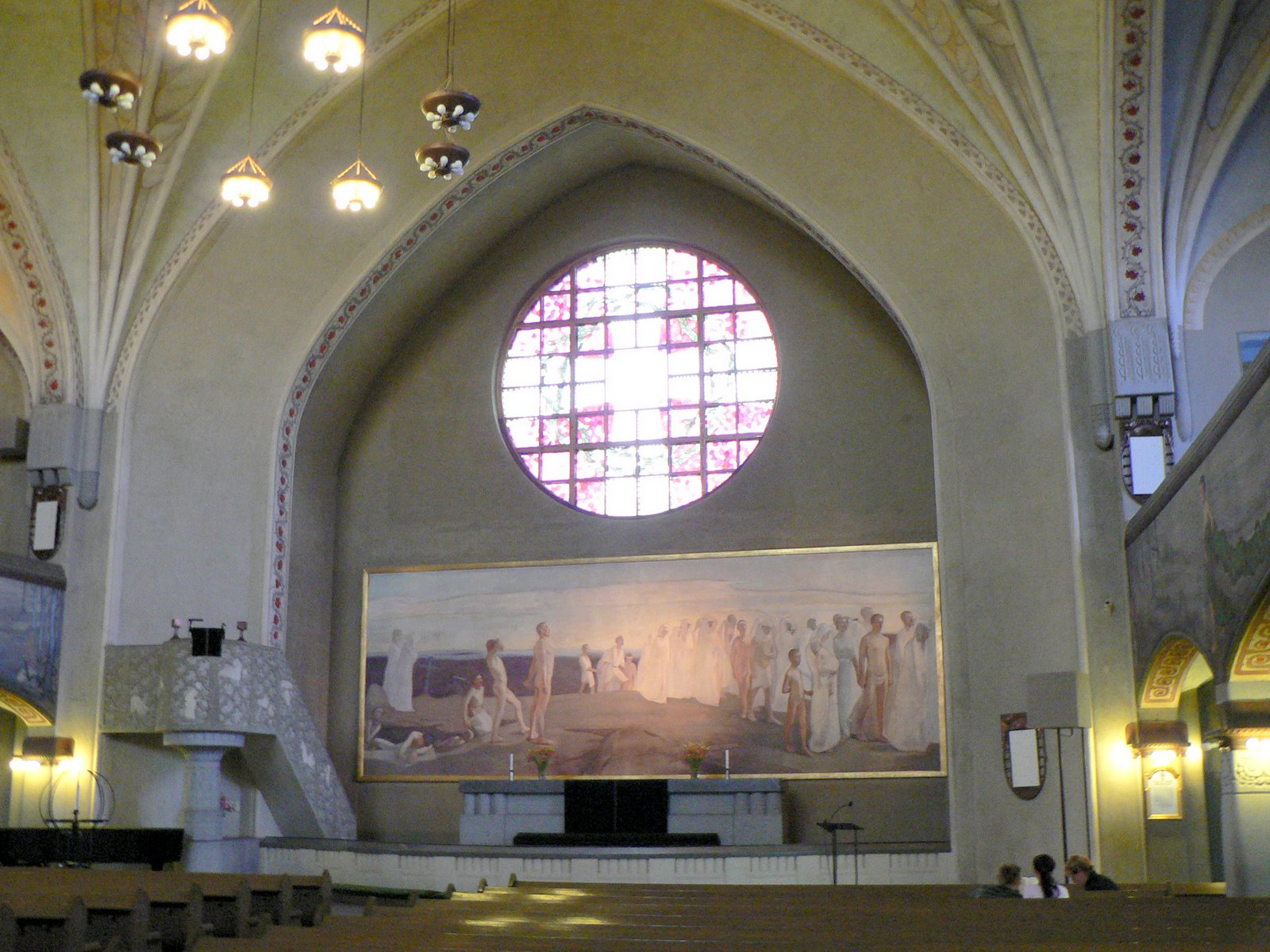
Blick zum Altar, dahinter Enckells Auferstehung

Als 1923 das Bistum Tampere gebildet wurde, wurde die Johanniskirche zum Dom bestimmt.
Auf Empfehlung des Malers Albert Edelfelt wurden Magnus Enckell und Hugo Simberg mit der Ausmalung der Kirche beauftragt. Enckell schuf das monumentale Altargemälde Auferstehung. Das Bild zeigt Menschen, in meist weißen Gewändern: Frauen mit Kindern, Männer und Paare. Die übrigen Wand- und Glasmalereien stammen von Simberg, ebenso das in der Empore angebrachte Ölgemälde Der verwundete Engel und das Fresko Im Garten des Todes im linken Seitenschiff.

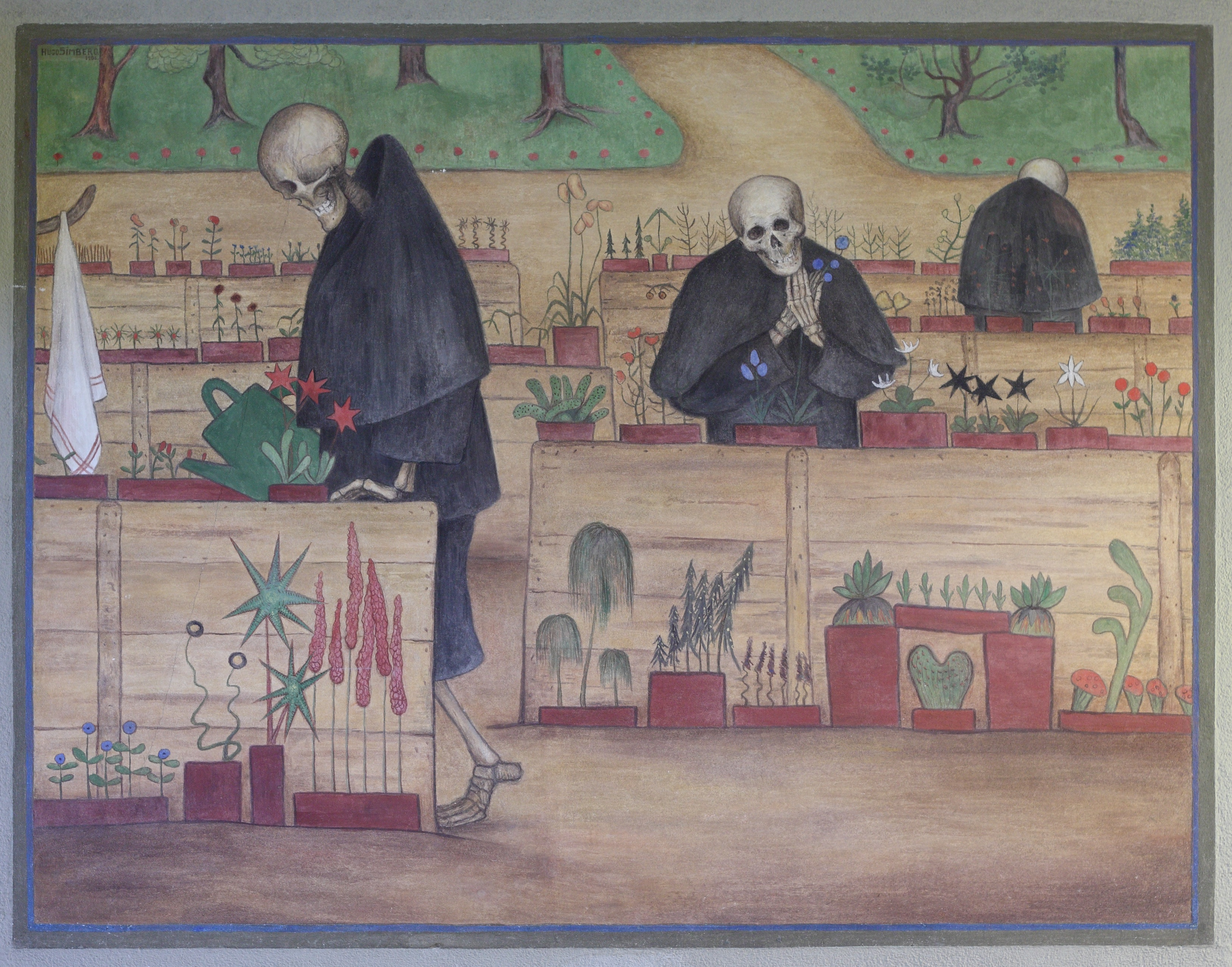
Hugo Simberg: Im Garten des Todes
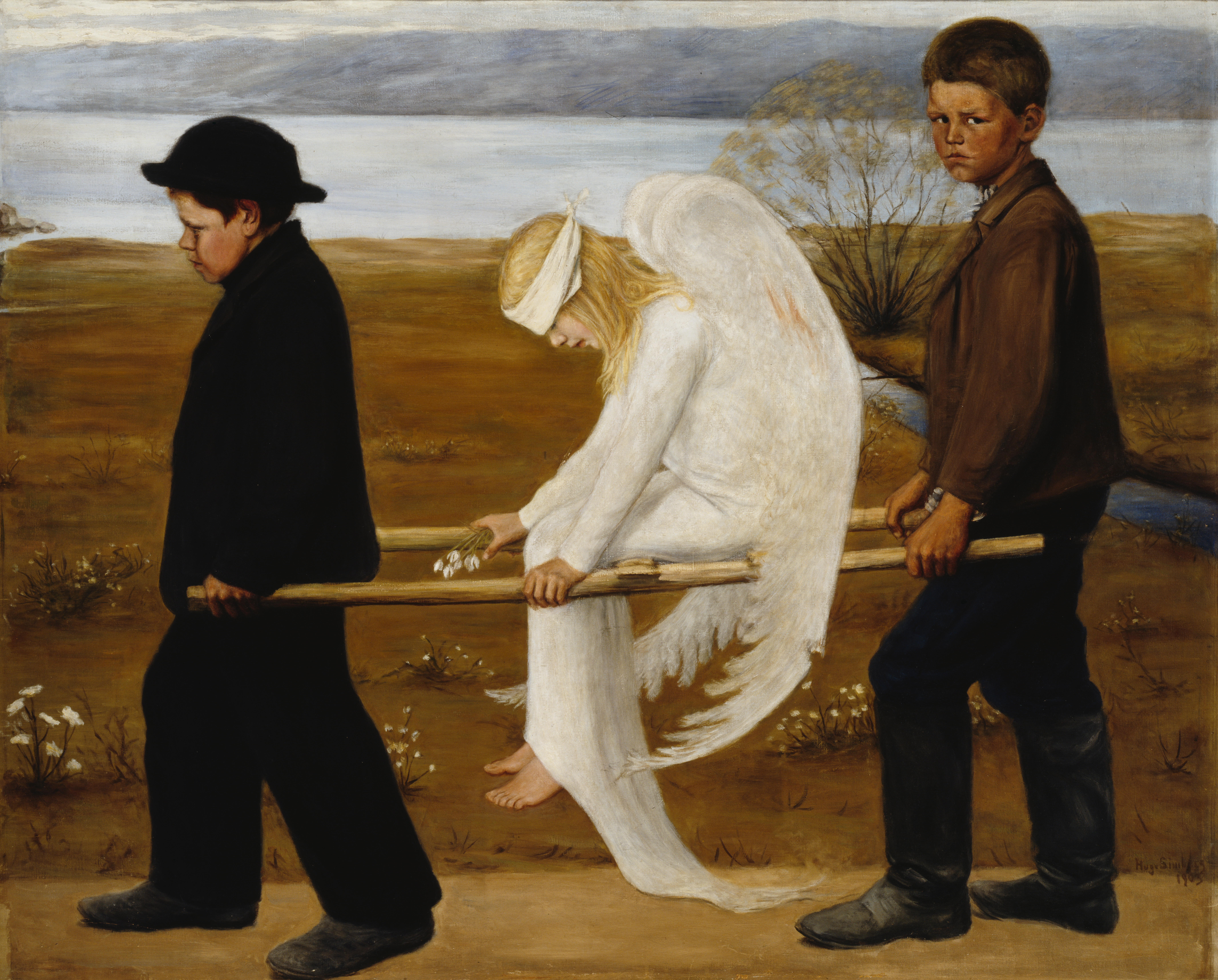
Hugo Simberg: Der verwundete Engel. Die Abbildung zeigt eine Version des Bildes, die sich im Kunstmuseum Ateneum in Helsinki befindet. Ein Bild der größeren Version (mit etwas anderem Hintergrund, z. B. zwei Schornsteinen, die den Bezug zur Industriestadt Tampere herstellen), die Simberg für den Dom malte, findet sich unter Wikimedia Commons: Der verwundete Engel.

An der Decke des Hauptschiffs erkennt man die Schlange aus dem Paradies, die im Mund den Apfel vom Baum der Erkenntnis von Gut und Böse hält.
Der Symbolismus seiner Bilder und die Tatsache, dass er im höchsten Punkt des Gewölbes eine geflügelte Schlange auf rotem Hintergrund malte, führten seit Einweihung der Kirche zu heftigen Auseinandersetzungen, ob diese Kunst der kirchlichen Nutzung angemessen sei.
Heutzutage zählen die Malereien Simbergs und Enckells zu den Meisterwerken des finnischen Symbolismus.
Für die Glasfenster nahm sich Hugo Simberg Bibelstellen zum Vorbild, so erkennt man den Heiligen Geist in Gestalt einer weißen Taube, den brennenden Strauch, von dem im zweiten Buch Mose die Rede ist sowie den weißen und den roten Reiter, die in der Offenbarung des Johannes genannt werden.

## Nutzung
Die Domkirche von Tampere wird nicht nur für Gottesdienste genutzt, sondern auch für Musikveranstaltungen (Orgelkonzerte, Chor- und Oratorienaufführungen) und Theaterstücke.